# Catherine Sutherland
Catherine Jane Sutherland, född 24 oktober 1974 i Blacktown i New South Wales, är en australisk skådespelerska. Hon är känd för sin gestaltning som den rosa Power Rangern Katherine "Kat" Hillard i Power Rangers-franchisen. Hennes karaktär ersätter Amy Jo Johnsons karaktär Kimberly Hart som seriens rosa Ranger.
Sutherland medverkar också i filmen The Cell från 2000, i rollen som Anne Marie Vicksey. Hon har dock inga repliker i denna film, eftersom man har valt att klippa bort de delar där hon säger sina repliker.

## Filmografi (i urval)

### Filmer
- 1997 – Turbo: A Power Rangers Movie
- 2000 – The Cell
- 2023 – Mighty Morphin Power Rangers: Once & Always

### TV-serier
- 1995 – Mighty Morphin Power Rangers (TV-serie)
- 1996 – Grannar (TV-serie)
- 1996 – Power Rangers Zeo (TV-serie)
- 1997 – Power Rangers Turbo (TV-serie)
- 2001 – Power Rangers Time Force (TV-serie)
- 2002 – Power Rangers Wild Force (TV-serie)
- 2018 – Power Rangers Ninja Steel (TV-serie)